# Urząd Lütau
Urząd Lütau (niem. Amt Lütau) – urząd w Niemczech w kraju związkowym Szlezwik-Holsztyn, w powiecie Herzogtum Lauenburg. Siedziba urzędu znajduje się w mieście Lauenburg/Elbe.
W skład urzędu wchodzi dziesięć gmin:
1. Basedow
2. Buchhorst
3. Dalldorf
4. Juliusburg
5. Krüzen
6. Krukow
7. Lanze
8. Lütau
9. Schnakenbek
10. Wangelau